# Šahovski klub Bosna
L'ŠK Bosna, o Šahovski klub Bosna és un club d'escacs del cantó de Sarajevo, a Bòsnia i Hercegovina. El club forma part de la Societat Universitària d'Esports USD Bosna (en bosnià: Univerzitetsko sportsko društvo Bosna). Aquest club ha aconseguit un èxit considerable en competicions de l'escenari internacional.
Cada maig el club organitza un torneig internacional d'escacs. L'any 2010 va ser la 40a vegada que ho feia.

## Història
El club es va fundar l'any 1960, sota el nom de ŠK Iskra. Després d'unir-se a l'USD Bosna, el club va canviar el seu nom a ŠK Bosna el 15 de juliol de 1976.

## Palmarès

### Competicions nacionals
- Copa de clubs d'escacs de Iugoslàvia:
  - Guanyador (7) 1983, 1984, 1985, 1986, 1987, 1990, 1991

### Competicions europees
- Copa d'Europa de clubs d'escacs:
  - Guanyador (4) 1994, 1999, 2000, 2002

## Jugadors destacats
- Garry Kasparov[3]
- Predrag Nikolić[4]
- Nebojša Nikolić
- Ivan Sokolov[5]
- Bojan Kurajica